# Temse
Temse (fr. Tamise) – miejscowość i gmina w Belgii, w Regionie Flamandzkim, w prowincji Flandria Wschodnia, w okręgu Sint-Niklaas.
Nazwa Temse pochodzi od rzymskiej nazwy Tamasiacum.

## Podział administracyjny
W skład gminy wchodzą trzy dzielnice (deelgemeente):
- Elversele
- Steendorp
- Tielrode

## Demografia
- Źródła: NIS, od 1806 do 1981= według spisu; od 1990 liczba ludności w dniu 1 stycznia

1 stycznia 2024 całkowita populacja Temse liczyła 31 271 osób. Łączna powierzchnia gminy wynosi 40,10 km², co daje gęstość zaludnienia 780 mieszkańców na km².

## Współpraca
Miejscowość partnerska:
- Eupen, Liège